# Arnaud Beltrame
Arnaud Beltrame [arnód beltrám], francoski častnik, polkovnik, borec proti terorizmu, * 18. april 1973, Étampes (Francija), † 24. marec 2018, Carcassonne (Francija).

## Opis
Arnaud Jean-Georges Beltrame je bil podpolkovnik v francoski narodni milici in odposlanski poveljnik deželne žandarmerije v Audski enoti, ki je bil umorjen pri muslimanskem terorističnem napadu na Carcassonne in Trèbes, ko se je ponudil za talca. Francoski predsednik Macron je dejal, da Beltrame zasluži "spoštovanje in občudovanje celotnega ljudstva."  Za svoj pogum in zvestobo dolžnostim je bil posmrtno povišan v polkovnika  in je prejel odlikovanje Red legije časti 

## Življenjepis

### Poreklo in šolanje
Arnaud Jean-Georges Beltrame se je rodil 18. aprila 1973 v Étampesu, Francija.
Njegov oče Jean-François je umrl avgusta 2017 na morju,  mati, sicer starejša in bolehna ženska, pa je vedra, odločna in izredno pogumna Nicolle Beltrame, kar je pokazala tudi ob sinovi tragični smrti. Njegova brata sta Damien in Cédric. 
Arnold je maturiral kot najboljši v svoji generaciji 2001 na Francoski vojaški akademiji , a 2002 na Francoski policijski ljudski častniški šoli.  

### Vojaška služba
Obiskoval je tečaj za rezervne častnike med služenjem vojaščine, ter je postal rezervni topniški častnik, dodeljen 35. letalskemu topniškemu polku v Tarbesu in potem 8. topniškemu polku v Commercyju. Nato je prestopil k žandarmeriji ter je bil kmalu dodeljen k premični žandarmeriji v Satoryju blizu Versaillesa, nakar so ga 2003 določili prav tam za izbrano žandarmerijo padalskega oddelka (EPIGN). 2005 je odšel v Irak, kjer je prejel vojaška odlikovanja. Nato se je pridružil Francoski republikanski gardi, ki skrbi za častne čete in državno varnost.  Služboval je v Elizejski palači med 2006 in 2010 ter postal poveljnik deželne žandarmerije v Avranchesu od 2010 do 2014. Nekaj časa je deloval v ministrstvu za varstvo okolja ter postal poveljnik carcassonnske pokrajinske žandarmerije v jugozahodni Franciji avgusta 2017.

### Razbojniški napad vCarcassonuinTrèbesu
V petek zjutraj, 23. marca 2018, je 26-letni  Radouane Lakdim, ki je bil varnostnim organom že od prej znan kot prestopnik - prekupčevalec in uživalec mamil, začel svoj nasilniški pohod v Carcassonu. Tam je vdrl v tuj avto, ustrelil v glavo sovoznika, obstrelil voznika in z ukradenim avtom nadaljeval vožnjo proti 8 km oddaljenemu Trèbesu, kamor se z avtomobilom lahko pripelje v osmih minutah.  
Okrog 11h dopoldne je vdrl razbojnik, ki je bil oborožen s pištolo, lovskim nožem in tremi doma narejenimi bombami, v samopostrežbo verige super U. Ustrelil je dva človeka - med katerima je bil eden zaposlen v trgovini - in zajel nekaj talcev. Policija je pregovarjala z njim za ispustitev talcev, ki se jim je medtem posrečil pobeg; za zadnjo, blagajničajko Julijo (Julie), ki je bila že 40 let zaposlena v samopostrežbi, pa se je v zameno ponudil sam poveljnik v upanju, da mu bo uspelo napadalca razorožiti. 
Med nasilniškim napadom v Trèbesu je torej francoski državljan Radouane Lakdim, musliman maroškega porekla, začel kričati islamske krilatice, med drugim: Alahu akbar - vse vas bom pobil! – in da deluje v okviru Islamske države za osvoboditev Sirije.  Zahteval je osvoboditev Salaha Abdeslama, prav tako muslimana maroškega porekla; on je edini preživeli od soudeležencev, ki so v petek, 13. novembra 2015, izvedli teroristične napade v Parizu, v katerih je bilo umorjenih 137, a ranjenih 386 ljudi. Štiri mesece se je skrival, a 18. marca 2016 so ga končno ujeli v njegovi rojstni bruseljski četrti Molenbeek ter ga izročili francoskim pravosodnim organom.   
 
Ko je zajel talce, se je z njimi zabarikadiral v samopostrežni trgovini. Podpolkovnik protiteroristične enote Beltrame je vodil reševalni poseg in je dosegel izpustitev osmih talcev; v zameno za talko Julijo se je sam ponudil za talca. Poleg sebe je pustil odprt telefon, da so od zunaj mogli spremljati dogajanje. Ko je napadalec začel streljat in je hudo ranil podpolkovnika, so Beltramovi sodelavci vedeli, da je čas za delovanje: vdrli so v samopostrežbo in okrog 14.40 ustrelili napadalca. Pri tem je bil voditelj posega smrtno ranjen, strel pa je zadel tudi člana posebnih enot in ga ranil. Beltrame je kmalu po prevozu v bolnišnico umrl. Pri tem celotnem napadu je bilo na koncu pet mrtvih – vključno z napadalcem – in petnajst ranjenih.   

### Osebno življenje
Ronald je odraščal v neverni družini; pri 33ih letih pa se je 2008 spreobrnil na katoliško vero in prejel po dveh letih katehumenata zakramente krsta, birme in prvega svetega obhajila. 
2015 je poromal v baziliko Sainte-Anne-d'Auray k sveti Ani, "kjer se je priporočil Devici Mariji, da bi mu pomagala najti ženo svojega življenja" in malo za tem se je "spoznal z Marielle, ki je imela globoko in obzirno vero."  V svojem prvem javnem nastopu je njegova vdova dejala o njem: "Njegovo ravnanje je bilo junaško kot policaja in kot kristjana; zanj je to pomenilo eno in isto." 
Zaročila sta se za Veliko noč 2016 v bretonskem cistercijanskem samostanu Timadeuc, ki ga je Arnold rad obiskoval. Na občini se je Arnold poročil z Marielle civilno avgusta 2016,; nameravala pa sta se poročiti cerkveno 9. junija  2018 v cerkvi Sv. Nazarija in Celza. Nekatera poročila navajajo, da ju je duhovnik Jean-Baptiste na smrtni postelji cerkveno poročil v ganljivem obredu ; duhovnik Aude Bariéty, ki mu je podelil sveto maziljenje, pa mu je lahko dal le še vesoljno odvezo, ker je bil Arnold takrat nezavesten.  .
Nedolgo pred svojo junaško smrtjo je Arnold poromal v Santiago de Compostela v Španiji.  Zanimal se je za francosko zgodovino, zlasti za njene krščanske korenine. 

## Priznanja
Francoski minister za notranje zadeve Collomb, nato pa tudi francoski predsednik Macron, sta govorila o Beltramovem pogumu in hrabrosti.
Narodno priznanje so izkazali Beltramu v palači Les Invalides v Parizu 27. marca 2018 pod Macronovim predsedovanjem.
Državne zastave in prapori žandarmerije ter državnega zbora so bili spuščeni na pol kopja. Veliko mest je najavilo, da bodo po tem novem heroju poimenovali ceste, trge ali stavbe. 
Papež Frančišek je v sožalju, ki ga je izrazil sorodnikom, prijateljem in znancem, ki so bili prizadeti zaradi terorističnega napada 23. marca 2018 v Trèbesu in Carcassonnu, posebej pohvalil »velikodušno in junaško dejanje (pod)polkovnika Arnauda Beltrama, ki je žrtvoval svoje življenje, da je zaščitil nedolžne ljudi« 
Beltrame je menda pripadal tudi francoskim prostozidarjem, ker je prejel javno priznanje od Velike lože Grand Orient de France.

### Odlikovanja
- Red legije časti (poveljnik) – 2018, posmrtno
- Narodni red za zasluge (Francija - vitez) – 2012[38]
- Križ za vojaške zasluge (bronasta zvezda z nazivom brigade) – 2007[39]
- Narodna svetinja za obrambo (zlata) – 2009[40]
- Častna svetinja za pogum in zvestobo – 2018, posmrtno
- Svetinja za notranjo varnost – 2018, posmrtno
- Svetinja narodne žandarmerije – 2018, posmrtno[41]